# Korowai
I Korowai o Kolufo sono una popolazione indigena che vive nella Nuova Guinea Occidentale a sud della Cordigliera Centrale nell'area compresa tra i fiumi Eilanden e Becking.  Sino alla fine del XX secolo hanno praticato il cannibalismo.
Il loro numero si aggira intorno ai 4000 individui fino agli anni 90'. Tuttavia ad oggi, ancora non abbiamo un numero certo di individui restanti; la lingua da loro parlata è la lingua korowai, detta anche koluf-aup.

## Organizzazione sociale
I Korowai sono organizzati in clan patrilineari, che sono l’unità centrale dell’organizzazione sociale, economica e politica. Il clan è dominato da uomini ritenuti fisicamente, mentalmente e verbalmente forti denominati letél-abül e la leadership non è ereditaria. Un clan con più di una dozzina di membri adulti è considerato grande, e molti clan sono estinti o quasi.
I matrimoni sono poligami ed esogami: la compagna viene scelta fuori dal clan e ciò permette di stabilire alleanze tra due gruppi. Nella società korowai la figura dello zio materno assume un’importante funzione affettiva nei confronti dei figli di sua sorella; questa particolare struttura parentale è definita avuncolato. Lo zio materno organizza anche i matrimoni dei nipoti.
Un altro modello di parentela è il levirato, secondo il quale se il marito della moglie muore, i fratelli del marito hanno diritti su di lei e sui suoi figli e possono decidere di sposarla o darla in moglie ad un altro uomo.
Infine, vi è un rapporto di evitamento tra il marito e la suocera: non possono mangiare allo stesso focolare, usare gli stessi utensili e, in generale, vedersi. I Korowai ritengono che se queste condizioni non vengono rispettate i figli possano avere problemi di salute.

## Territori
Le divisioni territoriali dei clan, dette bolüp, sono state stabilite dagli antenati ed è molto importante che i confini non vengano violati da forestieri. I territori che invece non sono rivendicati da nessuno sono chiamati laléo-bolüp, ovvero territori degli spiriti. Il legame emotivo che il clan possiede con il suo territorio è molto forte.

## Abitazioni

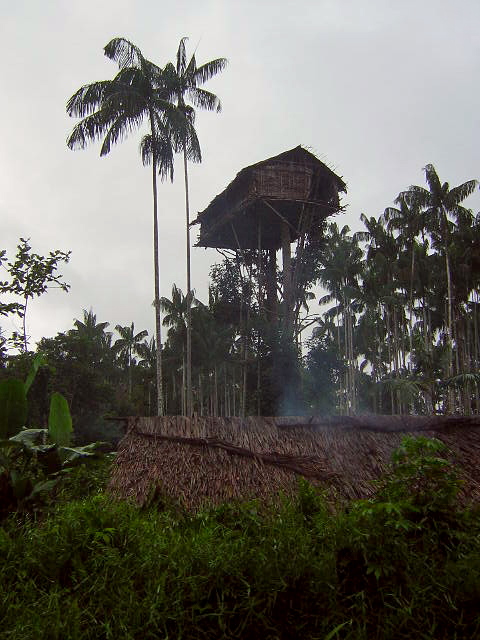
Tipica abitazione korowai

Le abitazioni korowai, chiamate khaim, sono case sull'albero costruite ad altezze elevate che vanno dagli 8 ai 12 metri dal suolo. Le case più grandi hanno ambienti separati con entrate diverse per gli uomini e per le donne. Il focolare è collocato al centro e serve sia a preparare il cibo sia a riscaldare l’abitazione. Una casa sull'albero ben costruita resiste circa 5 anni, dopodiché viene abbandonata.

## Economia
Gli alimenti base di cui si nutrono i Korowai sono le banane, il sago e le patate dolci.
Le donne si occupano di addomesticare maiali e i cuccioli vengono tenuti come animali da compagnia nella casa sull'albero con la famiglia. I maiali sono sacrificati agli spiriti antichi in occasione di matrimoni o di funerali.
Gli uomini si dedicano alla caccia del maiale selvatico, i cui denti sono usati come decorazione del naso, e del casuario. Con il sangue del maiale, misto al suo grasso, ottengono una specie di sanguinaccio. I cani sono usati durante la caccia e i loro denti hanno un grande valore di scambio soprattutto se raccolti in collane.
La pesca è praticata sia dagli uomini che dalle donne.

## Usi e costumi
Il festival della larva del sago, un insetto della palma del sago, è una importante manifestazione a cui partecipano alcune centinaia di persone. Questo festival simboleggia la continuità della vita e si svolge vicino a un luogo sacro chiamato wotop. I preparativi durano circa tre mesi e durante il festival c’è un fitto scambio di regali per favorire le relazioni sociali tra i clan. Questi festeggiamenti sono caratterizzati da canti, balli, sacrifici di maiali e abbondanza di cibo, soprattutto larve di sago.
I Korowai sono soliti decorarsi il corpo con cicatrici provocate da bruciature (nggawalalun). Queste decorazioni vengono eseguite in file regolari su braccia, petto e ventre di uomini e donne.

## Visione del mondo

### Universo
L’universo viene concepito come una serie di cerchi concentrici, il più interno dei quali è il mondo dei vivi (bolübolüp). Il secondo cerchio è il mondo dei morti (bolüplefupé). Questi due mondi sono collegati da una grande strada che attraversa una giungla al momento del tramonto. Il terzo cerchio è la grande distesa d’acqua senza fine chiamata méan-maél. 
Sopra questi tre cerchi concentrici si trova il firmamento con le stelle e i pianeti. Secondo un mito korowai, il firmamento si sarebbe originato dalla spina dorsale di un maiale macellato, e il mondo da un osso del suo torace. 
Nella fine del mondo, la terra dei vivi e quella dei morti si ribaltano così che tutti gli esseri cadono nella grande distesa d’acqua, dove vive il gigantesco pesce mitologico che li divora.

### Umanità
Con il termine yanop vengono indicate le persone, e con il termine yanopkhayan l’anima, che si trova dietro lo sterno dell’essere umano. 
Quando una persona muore o perde conoscenza, la sua anima cammina lungo la grande strada. Se viene bloccata dalle anime dei suoi parenti deceduti significa che deve tornare nel mondo dei vivi, perciò riprende conoscenza. Altrimenti l’anima arriva fino alla luce in fondo alla strada, dove può ricongiungersi con i parenti deceduti. Dopo un certo periodo di tempo ad un’anima può essere concesso di tornare nel mondo dei vivi reincarnandosi nel corpo di un bambino appena prima della sua nascita.
Secondo il mito di Ginol Silamtena, che spiega come è avvenuta la distinzione tra uomo e donna, le prime persone in origine sarebbero state due fratelli maschi. Il maggiore avrebbe evirato il fratello minore per trasformarlo in una donna e poter così procreare.

## Stregoneria
Nella cultura korowai esiste una categoria di streghe denominata kakhua o xaxua.
La strega è una persona di sesso maschile patologicamente deviata che vive in mezzo alla popolazione e va in giro cibandosi del corpo altrui e causando morte.
Si diventa streghe mangiando involontariamente carne umana, solitamente in seguito a un inganno da parte di altre streghe. Esse sorprendono le loro vittime mentre sono sole nel bosco oppure di notte, mentre tutti dormono.
La strega si nutre della carne e degli organi interni della vittima, poi la lascia in uno stato di inconsapevolezza verso quello che è successo. Presto la vittima diventa essa stessa una strega o, se la strega aveva consumato il suo cuore, muore. Si pensa che quasi ogni persona che muore, anche per ferite da freccia o altre lesioni evidenti, abbia subito prima un attacco da parte di una strega.
In punto di morte, una persona può rivelare ai parenti stretti chi pensa possa essere stata la strega che ha causato la sua morte, raccontando un passato incontro privato che si suppone sia stato il momento dell'aggressione. Per i Korowai la paura di essere accusati di stregoneria è più grande della paura per le streghe.
Fino a pochi anni fa le streghe venivano punite dai familiari della vittima tendendo imboscate oppure giustiziandole e cibandosi del loro corpo.
La violenza contro le streghe veniva considerata giustificata a causa di quello che si pensava la presunta strega avesse commesso. Le ossa di una strega venivano poi messe nelle biforcazioni degli alberi vicini come monito e coloro che avevano giustiziato la strega battevano con lunghi bastoni contro i muri delle loro case, producendo un rumore somigliante a quello dello sparo per avvisare di quello che era accaduto.
Il cannibalismo contro le streghe non è più praticato, poiché a partire dagli anni Ottanta la polizia indonesiana è intervenuta spesso con la violenza per bloccare questo tipo di pratiche. Vengono invece usate altre modalità di punizione, ad esempio l’ingestione forzata di tabacco o di rifiuti umani o animali. Con questi metodi viene punito anche l’adulterio.

## Contatti con l'esterno
A partire dal 1978, i Korowai sono entrati in contatto con diversi registi, antropologi, reporter, fotografi e anche turisti.
Molte famiglie korowai adesso alternano la residenza tra i villaggi multietnici limitrofi e la loro foresta originaria. I più giovani, che hanno legami con la vita del villaggio, imparano l’indonesiano come seconda lingua. Ad oggi, dunque, la popolazione è piuttosto abituata al contatto esterno con etnie di uomini che non conosce.

## Lingua
La lingua korowai appartiene a una famiglia delle lingue Papuane, anche dette non austronesiane, ed è di tipo agglutinante.
Ha un sistema a sette vocali e 19 consonanti.
I nomi non hanno la forma plurale, eccetto quelli che indicano rapporti di parentela.
I nomi che indicano parti del corpo e quelli che indicano numerali coincidono. I Korowai iniziano a contare dal mignolo della mano sinistra, poi passano al polso, all'avambraccio, al gomito, al braccio, alla spalla, al collo, all'orecchio, infine alla testa. Poi proseguono fino ad arrivare al mignolo della mano destra. Ad esempio, con il nome che indica il mignolo della mano sinistra verrà indicato anche il numero uno.
La sillaba può avere solo struttura consonante-vocale-consonante (CVC).
La frase presenta una struttura soggetto-oggetto-verbo (SOV).
I Korowai non conoscono la scrittura.
|                          | Bilabiale | Alveolare | Palatale | Velare |
| Occlusive sonore         | b         | d         | ɟ        | g      |
| Occlusive sorde          | p         | t         |          | k      |
| Occlusive prenasalizzate | mb        | ⁿd        |          | ⁿɡ     |
| Nasali                   | m         | n         |          |        |
| Fricative                | φ         | s         |          | x      |
| Laterali                 | l         |           |          |        |
| Semivocali               | w, ɥ      |           | j        |        |

|            | Anteriori non arrotondati | Anteriori arrotondati | Centrali | Posteriori |
| ---------- | ------------------------- | --------------------- | -------- | ---------- |
| Chiusi     | i                         | ü                     |          | u          |
| Semichiusi | e                         |                       |          |            |
| Semiaperti | ɛ                         |                       | a        | ɔ          |